# Аланіс
Аланіс (ісп. Alanís) — муніципалітет в Іспанії, у складі автономної спільноти Андалусія, у провінції Севілья. Населення — 1863 особи (2010).

## Географія
Муніципалітет розташований на відстані близько 320 км на південний захід від Мадрида, 75 км на північ від Севільї.

### Клімат
| Клімат Аланіса          | Клімат Аланіса | Клімат Аланіса | Клімат Аланіса | Клімат Аланіса | Клімат Аланіса | Клімат Аланіса | Клімат Аланіса | Клімат Аланіса | Клімат Аланіса | Клімат Аланіса | Клімат Аланіса | Клімат Аланіса | Клімат Аланіса |
| Показник                | Січ.           | Лют.           | Бер.           | Квіт.          | Трав.          | Черв.          | Лип.           | Серп.          | Вер.           | Жовт.          | Лист.          | Груд.          | Рік            |
| Середній максимум, °C   | 15,9           | 17,9           | 21,2           | 22,7           | 26,4           | 31,0           | 35,3           | 35,0           | 31,6           | 25,6           | 20,1           | 16,6           | 24,9           |
| Середня температура, °C | 10,6           | 12,2           | 14,7           | 16,4           | 19,7           | 23,9           | 27,4           | 27,2           | 24,5           | 19,6           | 14,8           | 11,8           | 18,6           |
| Середній мінімум, °C    | 5,2            | 6,7            | 8,2            | 10,1           | 13,1           | 16,7           | 19,4           | 19,5           | 17,5           | 13,5           | 9,3            | 6,9            | 12,2           |
| Днів з опадами          | 6              | 6              | 5              | 7              | 4              | 2              | 0              | 0              | 2              | 6              | 6              | 8              | 52             |
| ----------------------- | -------------- | -------------- | -------------- | -------------- | -------------- | -------------- | -------------- | -------------- | -------------- | -------------- | -------------- | -------------- | -------------- |
| Джерело: www.yr.no      |                |                |                |                |                |                |                |                |                |                |                |                |                |

## Демографія
Динаміка населення (INE ):

## Галерея зображень

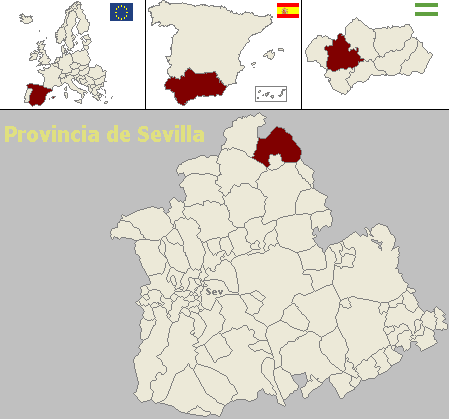
Розташування муніципалітету Аланіс у провінції Севілья